# Eleições municipais de Corumbá em 2012
As eleições municipais da cidade brasileira de Corumbá ocorreram em 7 de outubro de 2012 para eleger um prefeito, um vice-prefeito e 15 vereadores para a administração da cidade. O prefeito titular era Ruiter Cunha, do Partido dos Trabalhadores (PT), que não poderia concorrer à reeleição e conclui o segundo mandato em 31 de dezembro de 2012.
As convenções partidárias para a escolha dos candidatos ocorreram entre 10 a 30 de junho. A propaganda eleitoral gratuita em Corumbá começou a ser exibida em 21 de agosto e terminou em 4 de outubro.

## Candidatos
| Nº | Candidato    | Partido | Vice-candidato          | Coligação |
| -- | ------------ | ------- | ----------------------- | --- |
| 23 | Elano        | PPS     | Sérgio Almeida (PPS)    | Partido não coligado Partido Popular Socialista (PPS) |
| 13 | Paulo Duarte | PT      | Márcia Rolon (PT)       | Corumbá Pronta para um Novo Tempo Partido dos Trabalhadores (PT) Partido da Social Democracia Brasileira (PSDB) Partido Democrático Trabalhista (PDT) Partido Trabalhista Brasileiro (PTB) Partido Social Liberal (PSL) Partido da República (PR) Democratas (DEM) Partido Humanista da Solidariedade (PHS) Partido Trabalhista Cristão (PTC) Partido Socialista Brasileiro (PSB) Partido Social Democrático (PSD) Partido Comunista do Brasil (PCdoB) |
| 16 | Prof. Monje  | PSTU    | Prof.ª Albertina (PSTU) | Partido não coligado Partido Socialista dos Trabalhadores Unificado (PSTU) |
| 15 | Solange      | PMDB    | Dirceu (PMDB)           | Corumbá no Rumo Certo Partido do Movimento Democrático Brasileiro (PMDB) Partido Republicano Brasileiro (PRB) Partido Trabalhista Nacional (PTN) Partido Social Cristão (PSC) Partido Pátria Livre (PPL) Partido Trabalhista do Brasil (PTdoB) Partido Republicano Progressista (PRP) Partido Progressista (PP) PV Partido Renovador Trabalhista Brasileiro (PRTB)                                                                                     |

## Resultados

### Prefeito
Resultado das eleições para prefeito de Corumbá. 100,00% apurado.
| Partido   | Partido | Candidato    | Votos  | Votos (%) |
| --------- | ------- | ------------ | ------ | --------- |
|           | PT      | Paulo Duarte | 27 400 | 53,77%    |
|           | PMDB    | Solange      | 14 387 | 28,24%    |
|           | PPS     | Elano        | 7 948  | 15,6%     |
|           | PSTU    | Prof. Monje  | 1 219  | 2,39%     |
| Totais    | Totais  | Totais       | 50 954 |           |
| Fonte: G1 |         |              |        |           |

### Vereadores
Os eleitos foram remanejados pelo coeficiente eleitoral destinado a cada coligação. Abaixo a lista com o número de vagas e os candidatos eleitos. O ícone  indica os que foram reeleitos.
| Candidato(a)           | Partido | Coligação                         | Votação     |     |                                   |       |
| ---------------------- | ------- | --------------------------------- | ----------- | --- | --------------------------------- | ----- |
| Candidato(a)           | Partido | Coligação                         | Dr. Sabatel | PSD | Corumbá Pronta para um Novo Tempo | 1.675 |
| Cristina Lanza         | PT      | Corumbá Pronta para um Novo Tempo | 1.579       |     |                                   |       |
| Buxexa Amaral          | PHS     | Corumbá Pronta para um Novo Tempo | 1.576       |     |                                   |       |
| Marcelo Iunes          | PSD     | Corumbá Pronta para um Novo Tempo | 1.553       |     |                                   |       |
| Evander                | PP      | Corumbá no Rumo Certo             | 1.478       |     |                                   |       |
| Ronaldo da Saúde       | PT      | Corumbá Pronta para um Novo Tempo | 1.381       |     |                                   |       |
| Machado                | PT      | Corumbá Pronta para um Novo Tempo | 1.351       |     |                                   |       |
| Luciano Costa          | PT      | Corumbá Pronta para um Novo Tempo | 1.327       |     |                                   |       |
| Salatiel               | PDT     | Corumbá Pronta para um Novo Tempo | 1.190       |     |                                   |       |
| Yussef                 | PDT     | Corumbá Pronta para um Novo Tempo | 1.147       |     |                                   |       |
| Rogério Candia         | PMDB    | Corumbá no Rumo Certo             | 1.129       |     |                                   |       |
| Roberto Façanha        | PMDB    | Corumbá no Rumo Certo             | 1.090       |     |                                   |       |
| Mohamad                | DEM     | Corumbá Pronta para um Novo Tempo | 1.070       |     |                                   |       |
| Tadeu Vieira           | PDT     | Corumbá Pronta para um Novo Tempo | 1.027       |     |                                   |       |
| Pastor João L. Martins | PP      | Corumbá no Rumo Certo             | 665         |     |                                   |       |